# Lukas Schmitz
Lukas Schmitz (* 13. Oktober 1988 in Hattingen) ist ein ehemaliger deutscher Fußballspieler. Seine bevorzugte Position ist das linke Mittelfeld, er kann jedoch auch im zentralen Mittelfeld und in der Außenverteidigung eingesetzt werden. Er stand zuletzt in den Niederlanden bei der VVV-Venlo unter Vertrag.

## Karriere
Seine Jugendjahre verbrachte Schmitz bei der DJK Märkisch Hattingen 1925, bei TuS Bredenscheid 1907 und bis 2007 bei der TSG Sprockhövel, unterbrochen von einem Jahr beim VfL Bochum. Beim VfL spielte er wieder von 2007 bis 2009 in der zweiten Mannschaft, mit der er 2008 die Qualifikation zur neuen Regionalliga West schaffte. Zur Saison 2009/10 wechselte er zum FC Schalke 04, wo er eigentlich für die in der Regionalliga West spielende zweite Mannschaft vorgesehen war. Am sechsten Spieltag der Bundesligasaison debütierte er jedoch in der Profimannschaft, als er beim Heimspiel gegen den VfL Wolfsburg (1:2) in der Startaufstellung stand.
In der zweiten Runde des DFB-Pokals der Saison 2009/2010 traf er mit dem FC Schalke 04 auf seinen früheren Verein VfL Bochum. Am 23. Oktober 2009 erhielt er rückwirkend zum 1. Juli 2009 einen Profivertrag beim FC Schalke 04. Am 25. Oktober 2009 erzielte Lukas Schmitz sein erstes Tor. Beim 3:3 gegen den Hamburger SV sorgte er für den zwischenzeitlichen Ausgleich zum 2:2. Seinen bisher größten Erfolg feierte er in der Saison 2010/2011, als er mit dem FC Schalke 04 den DFB-Pokal gewinnen konnte.
Zur Saison 2011/12 wurde Schmitz vom SV Werder Bremen verpflichtet. Er erhielt dort einen Vertrag bis zum 30. Juni 2015. Anfangs noch Stammspieler, wurde er in der Rückrunde der Saison 2011/12 von Florian Hartherz auf der Linksverteidigerposition verdrängt. Im Sommer 2014 verpflichtete ihn Zweitligist Fortuna Düsseldorf für zwei Jahre. Sein Debüt bei Fortuna Düsseldorf gab er am 8. August 2014, beim 1:1 beim 1. FC Union Berlin.
Zur Saison 2018/19 wechselte er zum österreichischen Bundesligisten Wolfsberger AC, bei dem er einen bis Juni 2020 laufenden Vertrag erhielt. Als Stammkraft kam der nun als Linksverteidiger eingesetzte Schmitz auf 33 von 35 möglichen Pflichtspielen, erzielte zwei Tore und konnte vier weitere vorbereiten. Mit dem WAC konnte er sich als Dritter der Meisterrunde für die Europa League qualifizieren. In der Folge behielt der Defensivspieler seinen Stammplatz, schied jedoch mit dem Verein bereits in der Gruppenphase der Europa League aus, kam aber im nationalen Cup mit ihm bis ins Achtelfinale. Innerhalb der aufgrund der COVID-19-Pandemie angeordneten Saisonpause gab der niederländische Erstligist VVV-Venlo Schmitz’ Verpflichtung zur Spielzeit 2020/21 bekannt. Schmitz erhielt bei Venlo einen bis Juni 2022 laufenden Vertrag. Nach dem Abstieg 2021 endete sein Vertrag vorzeitig, woraufhin Schmitz seine aktive Karriere beendete.

## Erfolge
TSG Sprockhövel
- Meister der Verbandsliga Westfalen und Aufstieg in die Oberliga Westfalen 2007[6]

FC Schalke 04
- DFB-Pokalsieger: 2011

Fortuna Düsseldorf
- Meister der 2. Bundesliga und Aufstieg in die Bundesliga 2018